# Earlston
Earlston (in gaelico scozzese: Dùn Airchill) è una cittadina della Scozia, facente parte dell'area di consiglio degli Scottish Borders (contea tradizionale: Berwickshire).